# Sighata
Sighata (arab. سيغاتا) – miejscowość w Syrii, w muhafazie Hama. W 2004 roku liczyła 1739 mieszkańców.